# Jādeh Kenār
Jādeh Kenār (persiska: جاده کنار) är en del av en befolkad plats i Iran.   Den ligger i provinsen Gilan, i den nordvästra delen av landet, 270 km nordväst om huvudstaden Teheran. Jādeh Kenār ligger 1 meter över havet och antalet invånare är 249.
Terrängen runt Jādeh Kenār är huvudsakligen platt, men åt sydväst är den kuperad.Runt Jādeh Kenār är det tätbefolkat, med 493 invånare per kvadratkilometer. Närmaste större samhälle är Fūman, 16,9 km söder om Jādeh Kenār. Trakten runt Jādeh Kenār består till största delen av jordbruksmark.